# ديبرا مونرو
ديبرا مونرو (بالإنجليزية: Debra Monroe)‏ (15 يوليو 1938، أبردين في الولايات المتحدة)؛ كاتِبة، شاعرة وروائية أمريكية.